# Pusztaederics
Pusztaederics is een plaats (község) en gemeente in het Hongaarse comitaat Zala. Pusztaederics telt 202 inwoners (2001).

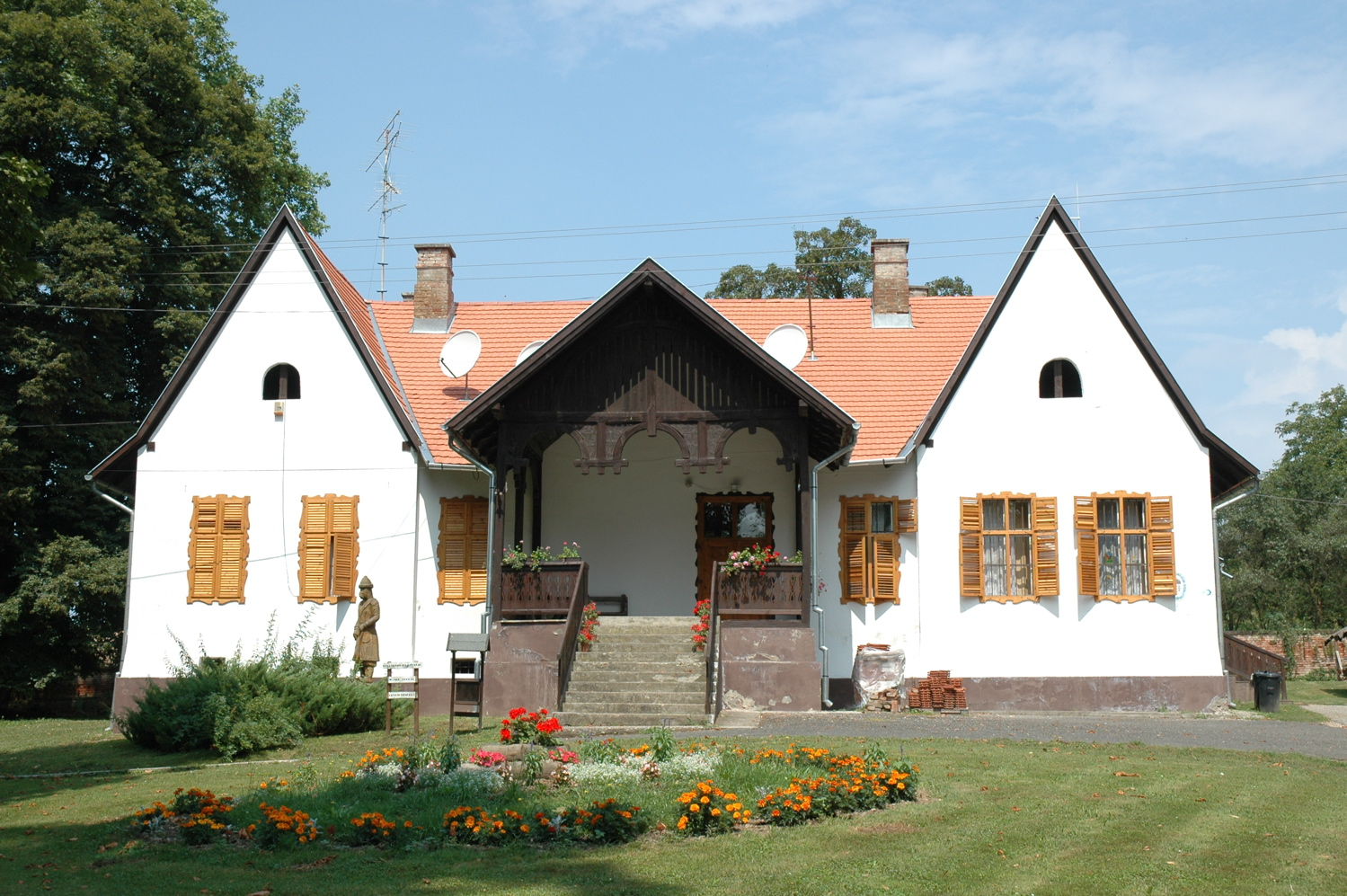
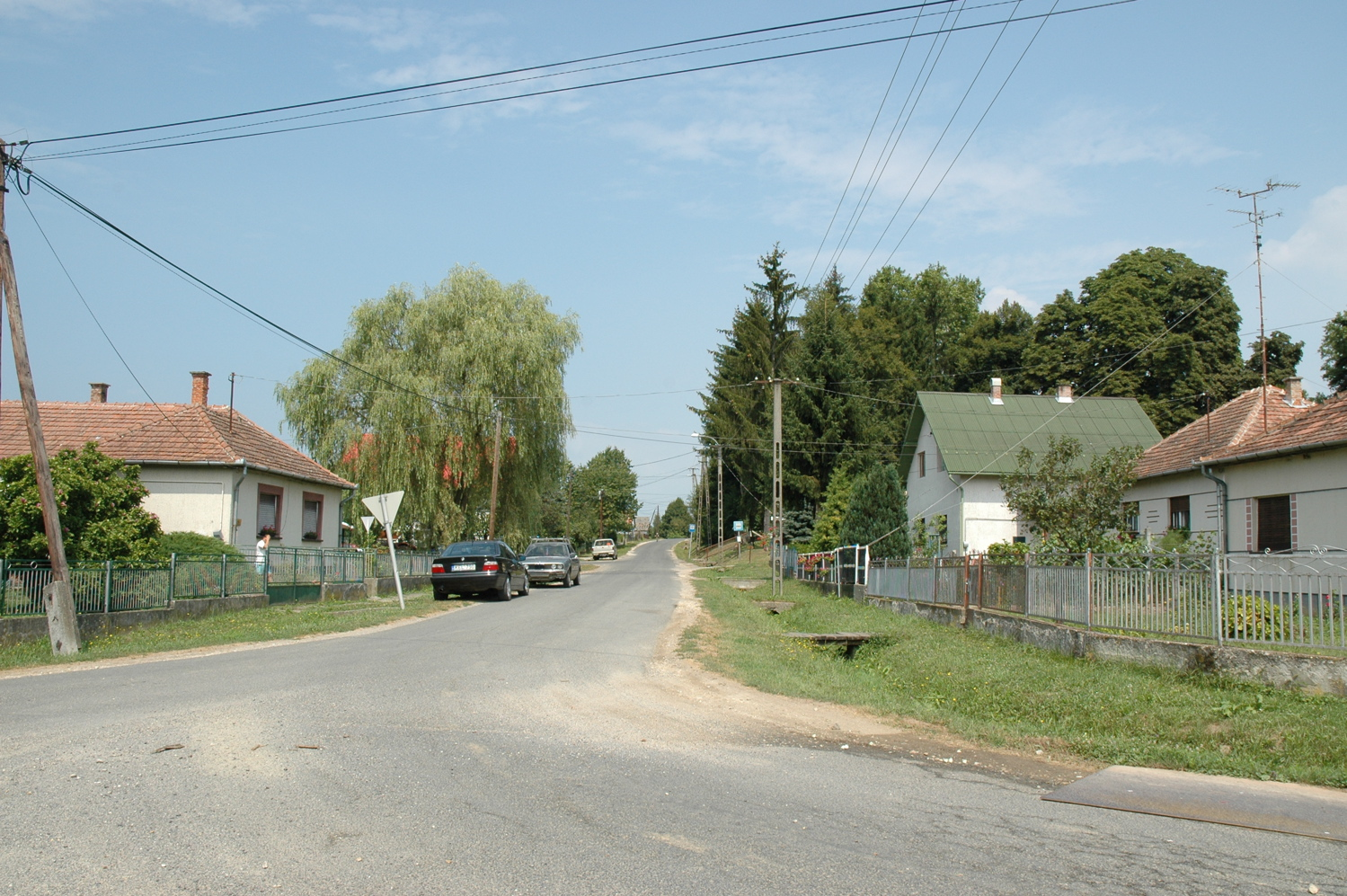
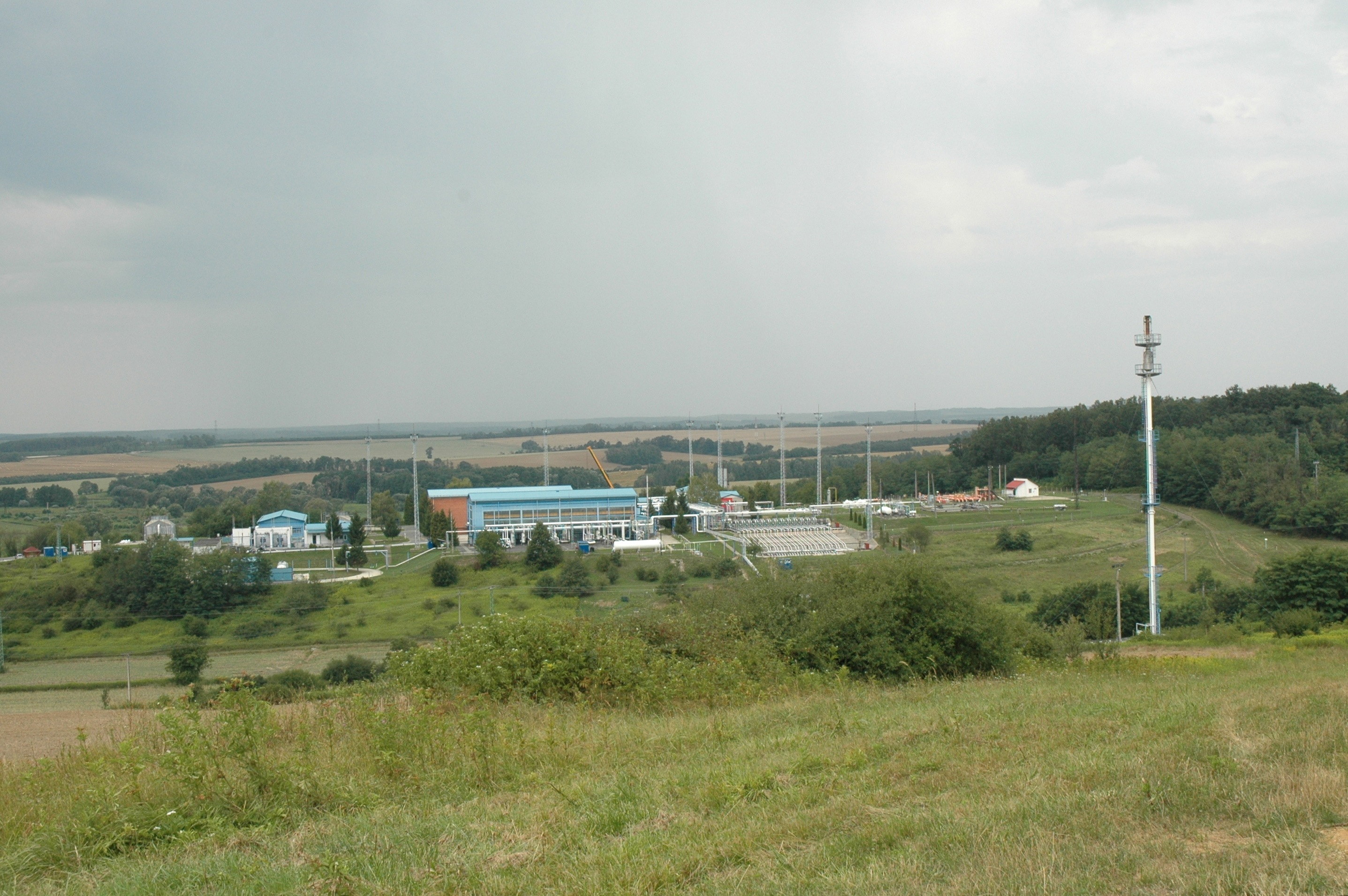
Ondergrondse gasopslag bij Pusztaederics (2012)